# Bādkam
Bādkam (persiska: بادکم) är en ort i Iran.   Den ligger i provinsen Khuzestan, i den centrala delen av landet, 500 km söder om huvudstaden Teheran. Bādkam ligger 173 meter över havet och antalet invånare är 127.
Terrängen runt Bādkam är platt åt sydväst, men åt nordost är den kuperad. Runt Bādkam är det ganska tätbefolkat, med 58 invånare per kvadratkilometer. Närmaste större samhälle är Rāmhormoz, 7,0 km nordväst om Bādkam. Trakten runt Bādkam består till största delen av jordbruksmark.